# Czernawa (obwód lipiecki)
Czernawa (ros. Чернава) – wieś (sieło) w Rosji, w obwodzie lipieckim, w rejonie izmałkowskim. W 2010 liczyła 2681 mieszkańców.

## Urodzeni
- Teofan Pustelnik - święty prawosławny.